# Антидепресив
Антидепресив је психијатријски (психотропски) лек који се користи за олакшавање поремећаја расположења, као што су клиничка депресија и дистимија и анксиозни поремећаји као што је социјална фобија. Лекови попут инхибитора моноамин оксидазе (MAOI), трицикличних антидепресаната (TCA), тетрацикличних антидепресанта (TeCA), селективних инхибитора преузимања серотонина (SSRI), и инхибитора серотонин-норепинефрин преузимања (SNRI) су најчешће асоцирани са овим термином. Ови лекови су у широкој употреби. Њихова ефикасност и непожељни ефекти су тема многобројних студија и несугласица. У САД неки од познатих лекова ове групе су Прозак, Елавил и Вивактил. Честа је злоупотреба ових супстанци, посебно на тржиштима на којима не постоји строга контрола промета.
Опиоиди су коришћени да лечење клиничке депресије до касних 1950-их година. Амфетамини су коришћени до средине 1960-их. Легалност прописивања опиода и амфетамина за депресију је спорна тема. У задњих шездесет година спроведен је релативно мали број студија намењених утврђивању терапеутског потенцијала опиоидних деривата за лечење депресије. У констрасту с тим амфетамини су нашли примену у лечењу широког низа болести, попут хиперкинетичког поремећаја, нарколепсије, и гојазности, a у току су многобројна истраживања за низ других облика примене. Обе групе лекова, опиоидни и амфетамински, индукују терапеутски одзив веома брзо. Резултати су приметни у току двадесет четири до четрдесет-осам сати. Терапеутски односи за опиоиде и амфетамине су већи од вредности произведених трицикличним антидепресивима. У неким од истраживања ограниченог обима из 1995. године је било показано да опиоид бупренорфин има највећи потенцијал за третман клиничке депресије. Међутим, овај налаз није нашао практичну примену због социјалне стигме везане за опиоиде.